# Leikanger (Selje)
Leikanger est un village de Norvège, situé dans la municipalité de Stad (anciennement, la municipalité de Selje) dans le comté de Vestland. Le village est situé le long du Vanylvsfjord sur la côte est de la péninsule de Stad, à environ 12 kilomètres au sud-est du village d’Ervik et à la même distance au nord du village de Selje. L’église de Leikanger est située dans le village,. Il y a un peu d’industrie dans le village ainsi que quelques petites exploitations agricoles et de pêche.
Le village a 0,58 kilomètre carré (140 acres) de superficie, une population de 408 habitants (en 2018) et une densité de population de 703 habitants par kilomètre carré.
La ligne de bus n°160 (Kjøde Selje Måløy) part une fois par jour à 11:15 de Leikanger, les lundi, mardi, mercredi, jeudi, vendredi, et compte 89 arrêts. Elle se termine à Måløy Terminal.

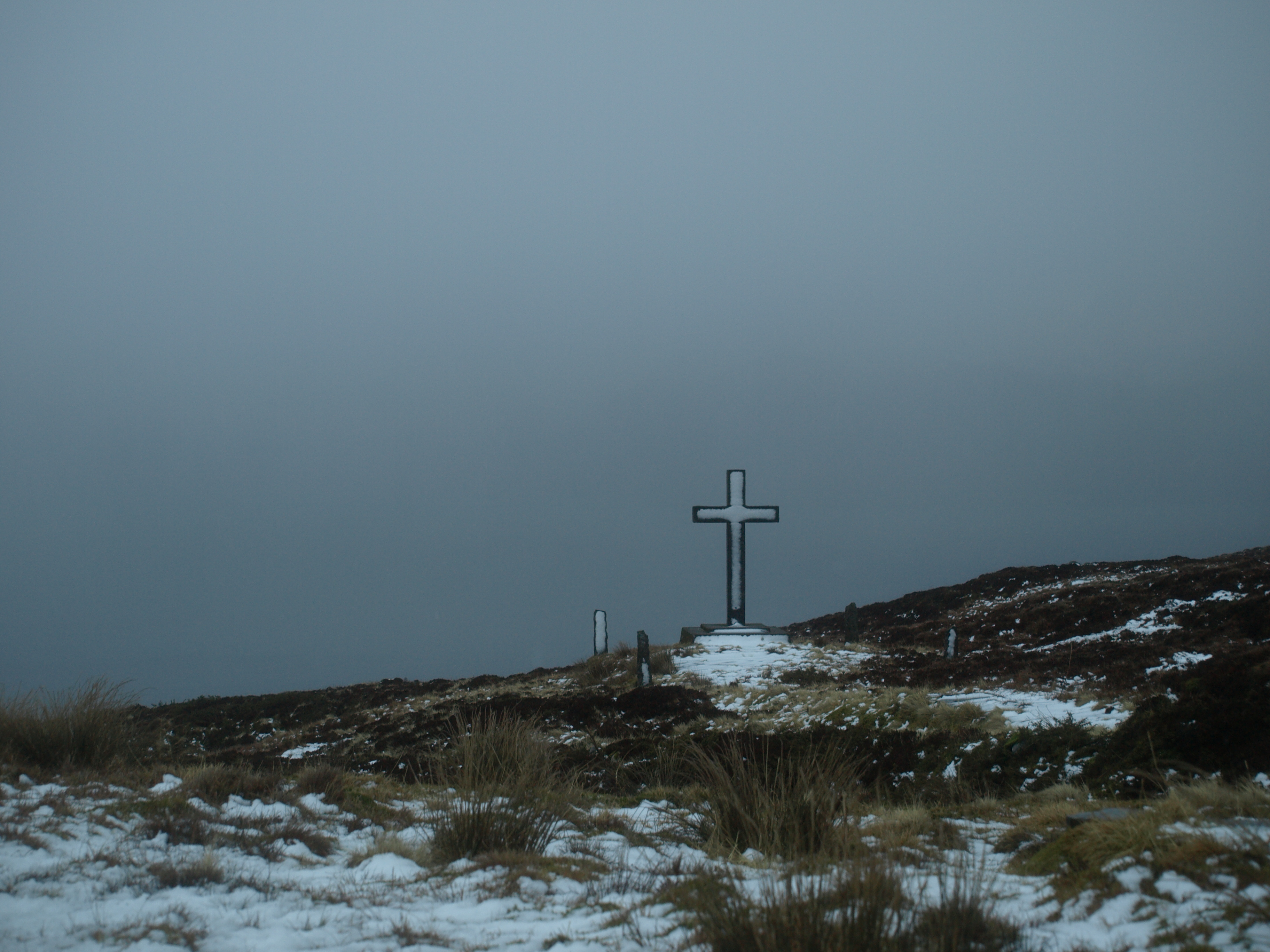
Vue de la croix de pierre à Dragseidet, juste au sud de Leikanger

Juste au sud de Leikanger, dans le village de Dragseidet, se trouve une grande croix de pierre de 4 m de haut qui a été érigée en 1913 afin de commémorer la réunion organisée par le roi de Norvège Olaf Tryggvason en 997 pour persuader les dirigeants norvégiens de se convertir au christianisme. L’inscription sur la croix  de pierre dit : « Ici Olaf a christianisé quatre comtés en 997 ». A quelques kilomètres de Drage en direction de Leikanger se trouve Kongshaugen. La butte est située à environ 225 m au-dessus du niveau de la mer avec une vue vers l’ouest. Il y a un monument avec l’inscription « Olav Tryggvesson 997 ». Lors de la célébration du millénaire de la christianisation en 1997, le roi Harald V a inauguré une plaque sur ce monument.